# Município Cuimba
Município Cuimba är en kommun i Angola.   Den ligger i provinsen Zaire, i den nordvästra delen av landet, 300 km nordost om huvudstaden Luanda.
I omgivningarna runt Município Cuimba växer huvudsakligen savannskog. Runt Município Cuimba är det mycket glesbefolkat, med 7 invånare per kvadratkilometer.